# Tivats flygplats
Tivats flygplats (montenegrinska: Aerodrom Tivat, Аеродром Тиват) (IATA: TIV, ICAO: LYTV) är en internationell flygplats som tjänar den montenegrinska kuststaden Tivat med omgivande regioner. Flygplatsen ligger 3 kilometer söder om orten Tivat utmed Tivatfältet (Tivatsko polje). Flygplatsen är den största av de två flygplatserna som finns i Montenegro då den 2016 hanterade drygt 980 000 passagerare jämfört med Podgoricas flygplats 873 278.
Flygtrafiken till Tivats flygplats är starkt säsongsbetonad där omkring 80% av den totala mängden passagerare per år nyttjar flygplatsen under högsäsong (juni-augusti). 2014 hanterade flygplatsen exempelvis enbart under augusti månad drygt 200 000 passagerare. Flygplatsen är därför mycket viktig för Montenegros turism och många charterbolag använder flygplatsen för sina flygningar. Tivats flygplats har på senare år varit en av de snabbast växande flygplatserna i regionen med en passagerarökning på över 100% mellan år 2006 och 2016. 2016 slog flygplatsen passagerarrekord med drygt 980 000 hanterade passagerare. 
Tivats flygplats ligger strax utanför orten Tivat, 7 kilometer från centrala Kotor och 19 kilometer nordväst om Budva. Flygplatsen trafikeras främst av charterbolag, men erbjuder även linjeflygningar till Belgrad och Moskva året om. 
30 april 1957 öppnade Tivats flygplats som en liten flygplats med en kort gräsbelagd landningsbana (1200 m x 80 m) samt en terminalbyggnad och ett kontrolltorn. Mellan 1968 och 1971 genomgick flygplatsen stora uppgraderingar och expansioner. Den återöppnade 25 september 1971 med en asfaltsbelagd landningsbana (2502 m x 45 m), en större uppställningsplatta, utökade taxibanor samt en helt ny passagerarterminal och ett nytt kontrolltorn. Efter jordbävningen i Montenegro 1979 utfördes nya renovationer av flygplatsen. Den senaste renoveringen av passagerarterminalen ägde rum 2006. 
Den kraftiga trafikökningen vid flygplatsen som innebär att den närmar sig 1 miljon årliga passagerare har lett till planer på att utöka flygplatsens kapacitet för att bland annat undvika flaskhalseffekter under sommarmånaderna.

## Statistik
| År   | Passagerare | Förändring | Flygrörelser | Förändring |
| ---- | ----------- | ---------- | ------------ | ---------- |
| 2007 | 573,914     |            | 4,078        |            |
| 2008 | 570,636     | ▼1%        | 4,630        | ▲14%       |
| 2009 | 532,156     | ▼7%        | 4,226        | ▼9%        |
| 2010 | 541,836     | ▲2%        | 4,046        | ▼4%        |
| 2011 | 647,169     | ▲19%       | 4,531        | ▲12%       |
| 2012 | 725,392     | ▲12%       | 4,605        | ▲2%        |
| 2013 | 868,423     | ▲20%       | 5,198        | ▲14%       |
| 2014 | 910,933     | ▲5%        | 5,281        | ▲1%        |
| 2015 | 895,033     | ▼2%        | 5,422        | ▲2%        |
| 2016 | 982,558     | ▲10%       | i.u.         | i.u.       |